# دوداسو (فیلم)
دوداسو (به تلگو: Devadasu) فیلمی محصول سال ۲۰۰۶ و به کارگردانی وای. وی چووداری است. در این فیلم بازیگرانی همچون رام پوتینینی، ایلیانا دی‌کروز، سایاجی شینده، شریا سارن ایفای نقش کرده‌اند.